# Буссуфа, Мубарак
 Муба́рак (Мбарк) Буссуфа́ (араб. مبارك بوصوفة;‎, нидерл. Moubarak "Mbark" Boussoufa; 15 августа 1984, Амстердам, Нидерланды) — марокканский футболист, полузащитник.

## Биография

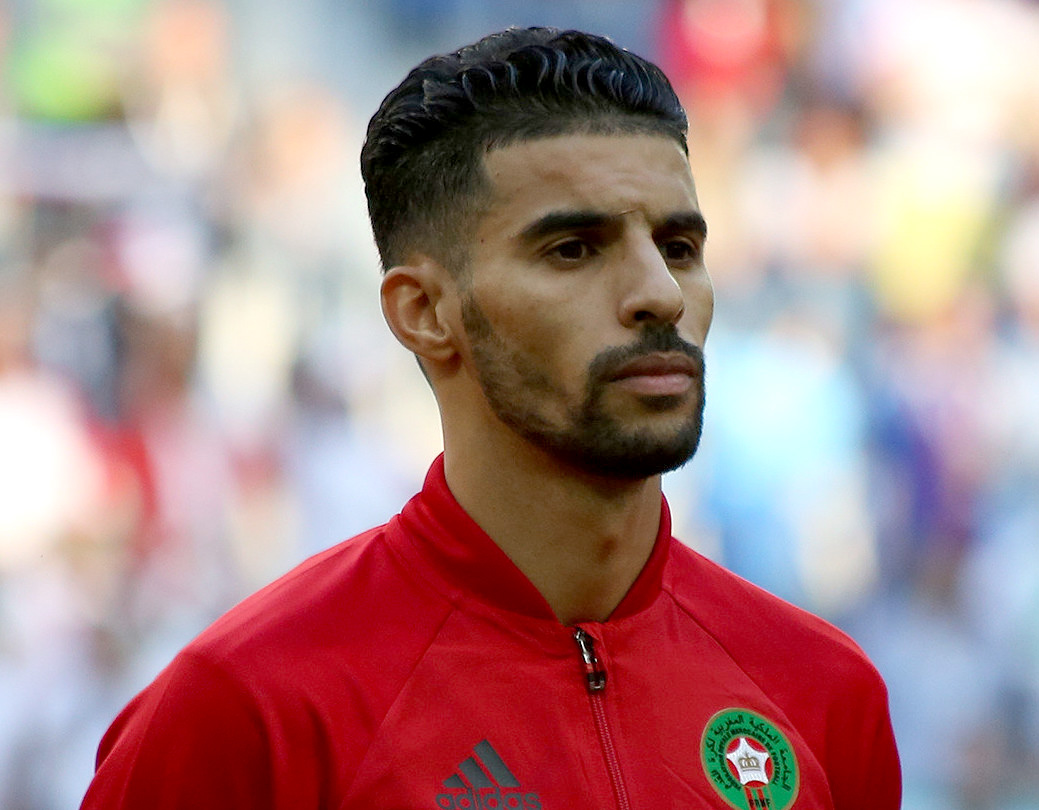
Буссуфа на чемпионате мира 2018 года

Мбарак Буссуфа родился 15 августа 1984 года в Амстердаме в семье марокканских эмигрантов. Семья Буссуфа жила на Молуккенстраат (нидерл. Molukkenstraat), где он с детства играл в футбол. В 13 в перерыве матча «Аякса» Мубарак побил рекорд по чеканке мяча, проделав это более 900 раз. Буссуфа является фанатом «Барселоны», болельщики называют его Мбарадона или Бусиньо, партнёры по команде — просто Бус. Любит слушать рэп и в особенности 50 Cent. Активно использует Интернет, в частности имеет свой сайт и твиттер. Является мусульманином. По словам главного тренера махачкалинского «Анжи» Гаджи Гаджиева даже во время матча чемпионата России по футболу Мубарак соблюдал пост месяца Рамадан.
Буссуфа свободно говорит на 4 языках: голландском, английском, французском и арабском. Живя в Москве, главной проблемой для него было отсутствие афропарикмахеров, из-за чего ему нужно было ждать выходных, чтобы слетать к парикмахеру в Голландию или Бельгию.
Буссуфа имеет трёх сестёр и брата.

## Клубная карьера
Воспитанник «Аякса» и «Челси», профессиональную карьеру Буссуфа начал в бельгийском «Генте».
В 2006 году завоевал награду Футболист года в Бельгии и перешёл в «Андерлехт» за 3,5 миллиона €. В составе «Андерлехта» Буссуфа выигрывал это звание ещё дважды.
7 марта 2011 было объявлено о его переходе в грозненский «Терек», но затем трансфер сорвался. 10 марта было объявлено о его переходе в «Анжи». В сезоне 2012/13 Буссуфа вместе с махачкалинским «Анжи» завоевал бронзовые медали чемпионата России.
16 августа 2013 года подписал трёхлетний контракт с московским «Локомотивом». Сумма трансфера составила порядка 15 млн евро, что является рекордным трансфером в истории московского Локомотива. Первый гол за «Локо» забил 1 сентября в игре против петербургского «Зенита» (с пенальти). 2 декабря забил свой второй гол за «Локо» в матче против краснодарской «Кубани». В свой первый сезон за железнодорожников забил 2 гола и отдал 5 голевых передач, внеся весомый вклад в завоевание бронзовых медалей. Летом 2014 года пропустил предсезонные сборы и начало чемпионата, по версии ряда СМИ, из-за конфликта с главным тренером команды Леонидом Кучуком. После отставки последнего вернулся в основной состав и стал регулярно играть в основе. Болельщики «Локомотива» отрицательно восприняли его возвращение, освистывая игрока во время матчей. 21 мая 2015 года забил победный гол в финале Кубка России 2014/15.
Летом 2015 «Локомотив» вёл переговоры о возвращении Буссуфа в «Андерлехт», но бельгийскую сторону не устроила запрашиваемая цена в 4 миллиона евро и требования игрока по зарплате — 2 миллиона евро в год. По итогам межсезонья игрок так и не смог перейти из «Локомотива» в другой клуб, не был заявлен клубом на сезон в Лиге Европы и по решению тренерского штаба всю осень тренировался с молодёжным составом.
2 февраля 2016 года Буссуфа перешёл в «Гент» на правах аренды, рассчитанной на полгода до истечения срока контракта с «Локомотивом».
28 июля 2016 года на правах свободного агента подписал двухлетний контракт с «Аль-Джазирой».

## Карьера в сборной
Буссуфа по праву рождения мог играть за Нидерланды, но принял решение выступать за сборную Марокко, в которой он дебютировал 23 мая 2006 года.
Летом 2019 года на Кубке африканских наций в Египте, Мубарак был вызван в состав своей национальной сборной. В третьем матче против ЮАР он отличился забитым голом на 90-й минуте и принёс победу своей команде 1:0.

## Достижения

### Командные
«Андерлехт»
- Чемпион Бельгии (2): 2006/07, 2009/10
- Серебряный призёр чемпионата Бельгии (2): 2007/08, 2008/09
- Обладатель Кубка Бельгии (1): 2007/08
- Обладатель Суперкубка Бельгии (2): 2007, 2010

«Анжи»
- Бронзовый призёр чемпионата России (1): 2012/13
- Финалист Кубка России (1): 2012/13

«Локомотив»
- Бронзовый призёр чемпионата России (1): 2013/14
- Обладатель Кубка России (1): 2014/15

### Личные
- Лучший футболист чемпионата Бельгии (3): 2006, 2009, 2010
- Лучший футболист Бельгии (3): 2006, 2009, 2010
- Лучший молодой футболист Бельгии (1): 2006
- Лучший африканский футболист в чемпионате Бельгии (4): 2006, 2009, 2010, 2011
- Лучший ассистент чемпионата Бельгии (1): 2009/10 (19 передач)
- Включён в список 33 лучших футболистов чемпионата России (1): 2011/12 (№ 3)

## Статистика выступлений
| Клуб                 | Сезон                | Лига | Лига | Лига | Кубок | Кубок | Кубок | Еврокубки | Еврокубки | Еврокубки | Всего | Всего | Всего |
| Клуб                 | Сезон                | Игры | Голы | Пасы | Игры  | Голы  | Пасы  | Игры      | Голы      | Пасы      | Игры  | Голы  | Пасы  |
| -------------------- | -------------------- | ---- | ---- | ---- | ----- | ----- | ----- | --------- | --------- | --------- | ----- | ----- | ----- |
| Гент                 | 2004/05              | 29   | 5    | 2    | 3     | 0     | 0     | 0         | 0         | 0         | 32    | 5     | 2     |
| Гент                 | 2005/06              | 28   | 9    | 16   | 4     | 1     | 1     | 6         | 1         | 0         | 38    | 11    | 17    |
| Гент                 | 2006/07              | 2    | 0    | 0    | 0     | 0     | 0     | 2         | 0         | 0         | 4     | 0     | 0     |
| Всего за «Гент»      | Всего за «Гент»      | 59   | 14   | 18   | 7     | 1     | 1     | 8         | 1         | 0         | 74    | 16    | 19    |
| Андерлехт            | 2006/07              | 32   | 8    | 11   | 7     | 2     | 0     | 6         | 0         | 0         | 45    | 10    | 11    |
| Андерлехт            | 2007/08              | 22   | 5    | 7    | 7     | 3     | 2     | 6         | 0         | 0         | 35    | 8     | 9     |
| Андерлехт            | 2008/09              | 35   | 11   | 14   | 2     | 0     | 0     | 3         | 0         | 1         | 40    | 11    | 15    |
| Андерлехт            | 2009/10              | 36   | 14   | 19   | 4     | 1     | 2     | 9         | 2         | 2         | 49    | 17    | 23    |
| Андерлехт            | 2010/11              | 23   | 10   | 12   | 3     | 0     | 3     | 2         | 0         | 4         | 28    | 10    | 19    |
| Всего за «Андерлехт» | Всего за «Андерлехт» | 148  | 48   | 63   | 23    | 6     | 7     | 26        | 2         | 7         | 197   | 56    | 77    |
| Анжи                 | 2011/12              | 38   | 7    | 6    | 0     | 0     | 0     | 0         | 0         | 0         | 38    | 7     | 6     |
| Анжи                 | 2012/13              | 26   | 4    | 8    | 2     | 0     | 0     | 8         | 1         | 1         | 36    | 5     | 9     |
| Анжи                 | 2013/14              | 4    | 0    | 0    | 0     | 0     | 0     | 0         | 0         | 0         | 4     | 0     | 0     |
| Всего за «Анжи»      | Всего за «Анжи»      | 68   | 11   | 14   | 2     | 0     | 0     | 8         | 1         | 1         | 78    | 12    | 15    |
| Локомотив            | 2013/14              | 21   | 2    | 5    | 0     | 0     | 0     | 0         | 0         | 0         | 21    | 2     | 5     |
| Локомотив            | 2014/15              | 17   | 1    | 4    | 3     | 3     | 1     | 0         | 0         | 0         | 20    | 4     | 5     |
| Локомотив            | 2015/16              | 1    | 0    | 0    | 0     | 0     | 0     | 0         | 0         | 0         | 0     | 0     | 0     |
| Всего за «Локомотив» | Всего за «Локомотив» | 39   | 3    | 9    | 3     | 3     | 1     | 0         | 0         | 0         | 41    | 6     | 10    |
| Всего за карьеру     | Всего за карьеру     | 298  | 76   | 101  | 35    | 10    | 8     | 42        | 4         | 8         | 375   | 90    | 118   |